# Lakka
Lakka o Laka (en griego Λάκκα) es una localidad portuaria y una unidad municipal de la isla de Paxós, Corfú, Islas Jónicas, Grecia. Es el segundo puerto en importancia de la isla, después del de la capital, Gáios. Su población era de 416 habitantes en 2001.

## Geografía física
Lakka se sitúa en el extremo septentrional de Paxós y está construida en una pequeña bahía cerrada en forma de herradura. Cerca de la población se halla la gruta marina de Ipapandí, refugio de focas marinas.

## Patrimonio
La arquitectura de Lakka es típica del mar Jónico, con calles estrechas ordenadas alrededor de una pequeña plaza. En las cercanías de la localidad se halla la iglesia bizantina de la Purificación (Ναός Υπαπαντής).

## Transportes
Lakka cuenta con una parada de taxis, y es además cabecera de los autobuses de la isla de Paxós.